# Leonora (Guyana)
Leonora ist ein Dorf in Essequibo Islands-West Demerara, Guyana. Seine Ortsteile sind Pasture, Sea Field, Para Field, Groenveldt und Sea Spray. Die benachbarten Dörfer sind Anna Catherina und Uitvlugt. Leonora umfasst eine Fläche von etwa 13 Quadratkilometern und war früher Teil der Gemeinde St. Luke. Es erstreckt sich von Edinburgh im Osten bis Stewartville im Westen und vom Atlantischen Ozean im Norden nach Süden bis zur West Demerara Water Conservancy.
Leonora wurde nach der historischen 7.942 Morgen großen Zuckerplantage Leonora benannt, die von vor 1789 bis zur Schließung der Zuckerfabrik Leonora Estate im Dezember 1986 betrieben wurde. Die Plantage wurde nach den beiden Kindern des Besitzers benannt: Leo und Nora.
In Leonora befindet sich die Synthetic Track and Field Facility, ein Multi-Sport-Stadion mit 3000 Plätzen. Das Sportstadion wurde 2005 eingeweiht.

## Persönlichkeiten
- Irfaan Ali (* 1980), Präsident von Guyana